# 加拉皮扬
加拉皮扬（法語：Galapian，法語發音：[ɡalapjɑ̃]）是法国洛特-加龙省的一个市镇，属于阿让区。

## 地理
加拉皮扬（44°17'56"N, 0°24'49"E）面积9.25 平方千米，位于法国新阿基坦大区洛特-加龍省，该省份为法国西南部内陆省份，北起多爾多涅省，西接吉倫特省和朗德省，南至热尔省，东临塔恩-加龙省和洛特省。
与加拉皮扬接壤的市镇（或旧市镇、城区）包括：布朗、艾吉永、巴藏、拉加里格、圣玛丽港、圣萨尔维。

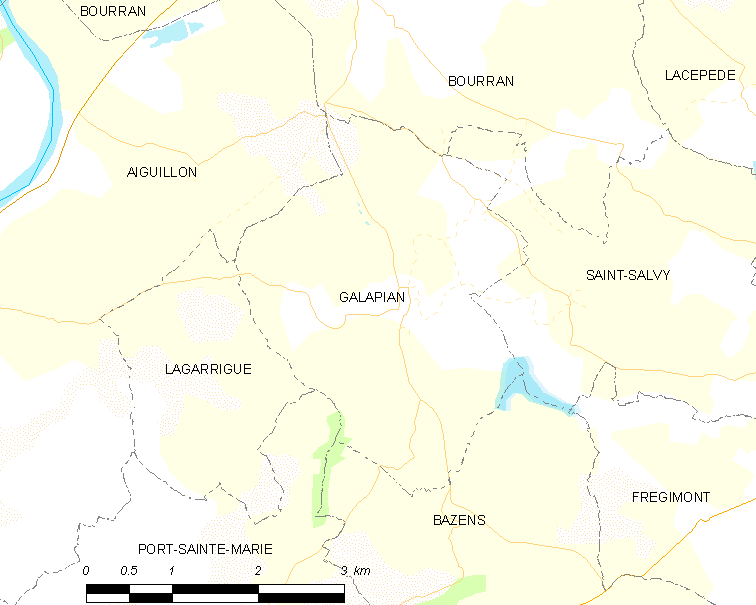
加拉皮扬的OSM定位图

加拉皮扬的时区为UTC+01:00、UTC+02:00（夏令时）。

## 行政
加拉皮扬的邮政编码为47190，INSEE市镇编码为47107。

## 政治
加拉皮扬所属的省级选区为汇流县。

## 人口

1962-2008年间加拉皮扬人口变化图示

加拉皮扬于2022年1月1日时的人口数量为334人。